# 奈登巴赫
奈登巴赫是德国莱茵兰-普法尔茨州的一个市镇。总面积9.35平方公里，总人口887人，其中男性417人，女性470人（2011年12月31日），人口密度95人/平方公里。